# Halley Wegryn Gross
Halley Wegryn Gross (nacida el 27 de diciembre de 1985) es una guionista y exactriz estadounidense. Es autora de dos episodios de 2016 de la serie de HBO Westworld y coescritora del videojuego de 2020 The Last of Us Part II.

## Primeros años de vida
Halley Wegryn Gross nació en Fort Myers, Florida, el 27 de diciembre de 1985. Ella creció en Nueva Jersey. Era una actriz infantil que apareció en Ley y orden y luego quiso convertirse en comediante mientras estaba en la universidad, pero descubrió que la comedia la hacía sentir incómoda.  Asistió a la Escuela Gallatin de Estudios Individualizados de la Universidad de Nueva York (NYU) como estudiante universitaria.  Se graduó en escritura creativa en 2008 y luego obtuvo una maestría en dramaturgia de la Universidad de Nueva York en 2010. 

## Carrera
Antes de dedicarse a la escritura de guiones, Gross trabajó como actriz y apareció en el escenario en una producción de Hurlyburly de 2005,  una producción de 2011 de The Metal Children,  y una producción de 2012 de A Midsummer Night's Dream.  Tuvo su gran avance como escritora y editora de historias en dos episodios del 2016 de la serie de televisión de HBO Westworld.  También fue escritora de dos episodios de la miniserie de Amazon de 2019 Too Old to Die Young.  En 2020, coescribió el videojuego The Last of Us Part II con Neil Druckmann. El juego ganó múltiples premios, algunos de los cuales fueron otorgados a Gross y Druckmann por sus escritos. El juego también rompió el récord de mayor cantidad de premios al Juego del Año recibidos por un solo juego. Gross está trabajando en la segunda temporada de la adaptación televisiva de The Last of Us,  se espera que adapte los eventos de The Last of Us Part II. 

## Filmografía

### Guionista
- Banshee - serie de televisión, episodio "Serpientes y todo eso" (2015)
- Westworld – Serie de TV, episodios " El Adversario " y " Trompe L'Oeil " (2016)
- Emerald City - serie de televisión, episodio "Everybody Lies" (2017)
- Too Old to Die Young - Serie de televisión, episodios "Volumen 9: La emperatriz" y "Volumen 10: El mundo" (2019)
- The Last of Us Part II – videojuego – coguionista, protagonista narrativo (2020)
- Detonantes – Película – coguionista (2024)[11]
- The Last of Us – Serie de TV, temporada 2 – coguionista (TBA)

## Reconocimientos
| Fecha                   | Premio / Publicación          | Categoría                        | Trabajo                | Resultado | Ref.   |
| ----------------------- | ----------------------------- | -------------------------------- | ---------------------- | --------- | ------ |
| 24 de noviembre de 2020 | Premios Golden Joystick       | Mejor narración                  | The Last of Us Part II | Ganador   | [ 12 ] |
| 10 de diciembre de 2020 | The Game Awards               | Mejor Narrativa                  | The Last of Us Part II | Ganador   | [ 13 ] |
| 12 de diciembre de 2020 | Premios Titanio               | Mejor diseño narrativo           | The Last of Us Part II | Ganador   | [ 14 ] |
| 22 de diciembre de 2020 | IGN                           | Mejor historia de videojuego     | The Last of Us Part II | Ganador   | [ 15 ] |
| 20 de marzo de 2021     | SXSW Gaming Awards            | Excelencia en narrativa          | The Last of Us Part II | Ganador   | [ 16 ] |
| 8 de abril de 2021      | Premios D.IC.E                | Logro excepcional en la historia | The Last of Us Part II | Ganador   | [ 17 ] |
| 21 de julio de 2021     | Game Developers Choice Awards | Mejor Narrativa                  | The Last of Us Part II | Ganador   | [ 18 ] |